# Blame Canada
Blame Canada ist ein satirischer Song aus dem Zeichentrickfilm South Park: Der Film – größer, länger, ungeschnitten (1999). Er wird von Mary Kay Bergman in ihrer Rolle als Sheila Broflovski gesungen.

## Hintergrund
Im Film ist der Song eine Art anti-kanadischer Song, der von Sheila Broflovski vorgetragen wird. Inhaltlich geht es darum, Kanada für alles verantwortlich zu machen, was die Kinder von South Park nach dem Anschauen des kanadischen Films Terrance and Phillip: Asses on Fire angestellt haben. Der Song greift satirisch die Sündenbock-Mentalität der Vereinigten Staaten sowie das Blame Game der Eltern auf, die nicht darauf achten, was ihre Kinder im Fernsehen sehen. Das Lied ist deutlich von den Werken von Rodgers und Hammerstein beeinflusst.

## Veröffentlichung
Das Lied erschien sowohl im Film als auch auf dem Soundtrack-Album South Park: Bigger, Longer & Uncut – Music from and Inspired by the Motion Picture. 2014 folgte ein 8-Bit-Remix im Spiel South Park: Der Stab der Wahrheit, der im gleichnamigen Level zu hören ist, sowie im Sequel South Park: Die rektakuläre Zerreißprobe (2017).

## Oscarverleihung

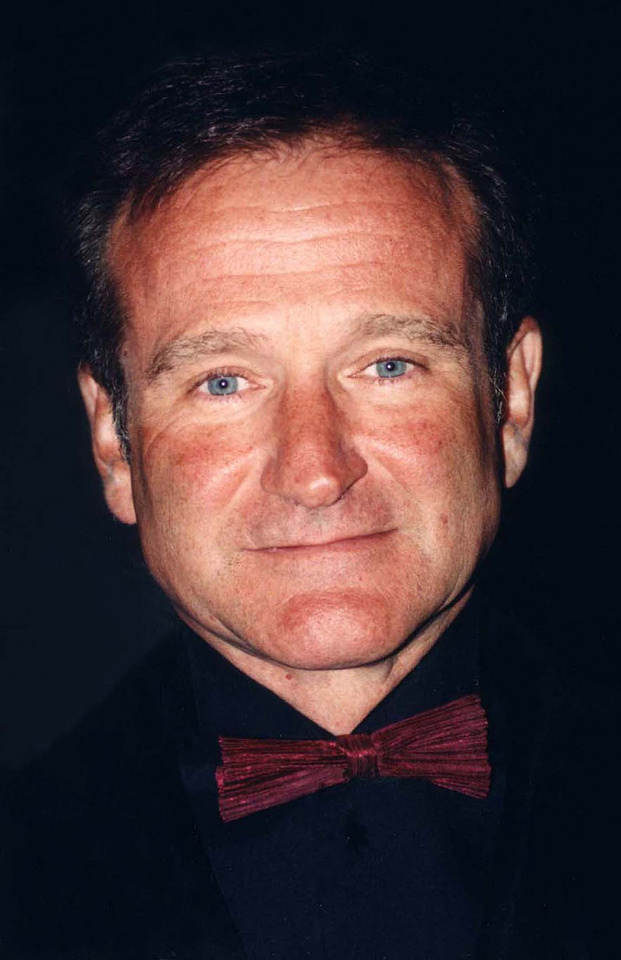
Robin Williams trat bei der Oscarverleihung 2000 mit dem Song auf.

Das Lied wurde überraschenderweise bei der Oscarverleihung 2000 in der Kategorie Bester Song nominiert. Dies führte zu einer kleinen Kontroverse. Traditionell werden alle nominierten Songs aufgeführt. Das Lied enthält jedoch mehrmals das Wort „fuck“, das nach den Statuten der Federal Communications Commission (FCC) nicht bei Primetime-Programmen verwendet werden darf. Zudem verstarb Synchronsprecherin Mary Kay Bergman Monate vor dem Auftritt. Ihre Parts wurden bei der Oscarverleihung von Robin Williams gesungen, der zu Beginn Kenny imitierte, indem er sich den Mund mit Klebeband zuband. Anschließend ließ er die Worte „Oh my god, I killed Kenny“ folgen, die ein Running Gag innerhalb der Serie sind. Während der Performance ließ er das „fuck“ weg und drehte sich mit dem Rücken zum Publikum. Die männliche Stimme übernahm Trey Parker. Der Song enthielt einige Seitenhiebe auf die Kanadier Margaret Trudeau, Bryan Adams, Celine Dion und Anne Murray. Letztere wurde im Song als „bitch“ bezeichnet, hatte aber genug Humor, um nicht böse zu sein. Tatsächlich wurde sie gefragt, den Song selbst zu performen, musste aber auf Grund anderweitiger Verpflichtungen absagen. Trey Parker und Matt Stone gaben später an, vor ihrem Auftritt auf dem roten Teppich LSD genommen zu haben.
Den Award gewann Phil Collins mit You’ll Be in My Heart aus dem Film Tarzan.